# Lago Yellowstone
O lago Yellowstone é o maior corpo de água do Parque Nacional de Yellowstone, nos Estados Unidos. O lago está a 2 357 m de altitude e cobre 350 km², com 180 km de linha costeira. Enquanto a profundidade média do lago é de 42 m, a sua maior profundidade é de pelo menos 120 m. O lago Yellowstone é o maior lago de água doce acima de 2 100 m na América do Norte.
No inverno, forma-se quase uma camada de gelo de até 2 pés de espessura a cobrir grande parte do lago, a menos que a água rasa cubra as fontes termais. O lago congela até ao início de dezembro e pode permanecer congelado até ao final de maio ou início de junho.